# أمين سيدو
أمين سيدو باحث ببليوجرافي سعودي من أصول سورية، ولد في الحسكة في سوريا عام 1956م. وهو كاتب متخصص في المكتبات. ويعد من الباحثين الرواد في الدراسات الببليوجرافية، وصدر له الكثير من المؤلفات التي وثق فيها الإنتاج الأدبي والثقافي للكتاب والأدباء في المملكة العربية السعودية.

## التعليم
- حاصل على درجة البكالوريوس في علم المكتبات والمعلومات من جامعة الإمام محمد بن سعود الإسلامية عام 1983م.
- حاصل على درجتي الماجستير والدكتوراه من جامعة الفارابي الوطنية في كازاخستان.[4]

## العمل
- عمل مديراً لتحرير مجلة مكتبة الملك فهد الوطنية.
- يعمل منسقاً لوحدة قواعد المعلومات في مركز البحوث والتواصل المعرفي.[4]

## إصدارات
| م  | الإصدار                                                                                        | سنة النشر | ملاحظات |
| -- | ---------------------------------------------------------------------------------------------- | --------- | --- |
| 1  | فهرسة إصدارات الجمعية العربية السعودية الثقافة والفنون                                         | 1986م     | |
| 2  | مطبوعات النادي الأدبي بالرياض: توثيقا وإستخلاصا                                                | 1989م     | |
| 3  | الاسهامات العلمية للمؤلفين السعوديين في مجال المكتبات والمعلومات                               | 1993م     | يغطي الكتاب كل ما كتبه السعوديون في مجال علوم المكتبات والمعلومات باللغة العربية في الفترة من 1366هـ إلى 1412هـ.                                             |
| 4  | لغة العرب ورئيس كتبتها أنستاس الكرملي: دراسة تاريخية وكشاف موضوعي                              | 1993م     | بالاشتراك مع أبو عبد الرحمن بن عقيل الظاهري. |
| 5  | كشاف مجلة التراث العربي: من العدد الاول إلى العددالخمسين 1979 - 1993 م                         | 1995م     | يمثل هذا الكشاف وصفا بيليوجرافيا للبحوث والدراسات المنشورة في مجلة "التراث العربي"، منذ صدور العدد الأول منها سنة 1979م، وحتى العدد الخمسين الصادر سنة1993م. |
| 6  | أبو نصر الفارابي: دارسة لجوانب من علمه وببليوجرافيا بآثاره وما كتبه عنه المعاصرون              | 1995م     | بالاشتراك مع أبي عبد الرحمن بن عقيل الظاهري. |
| 7  | مجلة المناهل دراسة ببليومترية: وتوثيق منهجي لموادها من العدد الأول حتى العدد الأربعين          | 1996م     | وهو دراسة ببليوجرافية لمجلة المناهل المغربية. |
| 8  | الضبط الببليوجرافي والتحليل الببليومتري في علم المكتبات والمعلومات: دراسة تطبيقية على مجلة شعر | 1996م     | |
| 9  | ببليوجرافية الببليوجرافيات في المملكة العربية السعودية                                         | 1997م     | وفيه عرض تاريخي عن نشأة الببليوجرافيات وحصر ما ألف فيها في السعودية.                                                                                         |
| 10 | بدر شاكر السياب: دراسة نقدية لنماذج أو ظواهر فنية من شعره، وببليوجرافيا بآثاره وما كتب عنه     | 1997م     | بالاشتراك مع أبي عبد الرحمن بن عقيل الظاهري. |
| 11 | الشيخ الرئيس، أبو علي ابن سينا (370 ـ 428 هـ / 980 ـ 1037م): حياته، ومصنفاته، وما كتب عنه      | 1999م     | صدر في طبعته الأولى عن سلسلة كتاب جريدة الرياض. |
| 12 | جائزة الملك فيصل العالمية بين الحلوجي وبن جنيد                                                 | 1999م     | بالاشتراك مع محمد فتحي عبد الهادي. |
| 13 | من أعلام الفكر العلمي في الحضارة الإسلامية (معجم ببليوجرافي)                                   | 2001م     | صدر عن مركز الملك فيصل للبحوث والدراسات الإسلامية. |
| 14 | عبد الله بن إدريس: حياته، وآثاره، وما كتب عنه                                                  | 2002م     | عن الشاعر السعودي عبد الله بن إدريس. |
| 15 | المسرحيات المترجمة والمعربة: معجم ببليوغرافي                                                   | 2003م     | |
| 16 | شيخ الكتبة أبو عبد الرحمن بن عقيل الظاهري: حياته، وآثاره، وما كتب عنه                          | 2004م     | عن الشيخ أبي عبد الرحمن بن عقيل الظاهري. |
| 17 | الكتاب السعودي خارج الحدود                                                                     | 2005م     | صدر عن مكتبة الملك فهد الوطنية. |
| 16 | أبو الريحان البيروني: دراسة عن حياته ونتاجه الفكري                                             | 2006م     | صدر عن مركز الملك فيصل للبحوث والدراسات الإسلامية. |
| 19 | السعوديون وعلم المكتبات والمعلومات: دراسة ببليومترية وحصر ببليوجرافي                           | 2008م     | حصر فيه جميع الكتب والبحوث والمقالات التي أصدرها السعوديين منذ بداية النشر في علوم المكتبات والمعلومات إلى تاريخ نشر الكتاب.                                 |
| 20 | عبدالعزيز بن عبدالمحسن التويجري: حياته وآثاره وما كتب عنه                                      | 2010م     | يتناول حياة عبد العزيز بن عبدالمحسن التويجري ونتاجه الفكري.                                                                                                  |
| 21 | شيخ الإسلام ابن تيمية: دراسة ببلوجرافية                                                        | 2010م     | |
| 22 | يحيى محمود ابن جنيد: جليس الكتب وأنيس المكتبات                                                 | 2011م     | يتمحور حول يحيى بن محمود بن جنيد ونتاجه الفكري وما كتب عنه.                                                                                                  |
| 23 | من أعلام الثقافة والفكر والأدب في المملكة العربية السعودية سير مختصرة، وحصر ببليوجرافي         | 2012م     | صدر عن مطبوعات مكتبة الملك فهد الوطنية. |
| 24 | غازي بن عبد الرحمن القصيبي بيوجرافيا وببليوجرافيا بآثاره الكتابية وما كُتب عنه                  | 2015م     | صدر عن كرسي غازي القصيبي للدراسات التنموية والثقافية. |
| 25 | المؤرخ والمفكر عبدالرحمن ابن خلدون توثيق ببليوجرافي بآثاره وما كتب عنه                         | 2016م     | صدر عن سلسلة كتاب جريدة الرياض. |
| 26 | أبو الوليد ابن رشد: رائد الفكر وفيلسوف العقل، حياته وآثاره ومصادر دراسته                       | 2016م     | صدر عن مركز الملك فيصل للبحوث والدراسات الإسلامية. |
| 27 | الصين في الأدبيات العربية: توثيق ببليوجرافي                                                    | 2020م     | صدر عن مركز البحوث والتواصل المعرفي. |